# Вальтер Фогель
Вальтер Франц Карл Фогель (нім. Walter Franz Karl Vogel; 19 серпня 1889, Аушпіц — 1974) — австро-угорський, чехословацький і німецький офіцер, генерал-майор вермахту. Кавалер Німецького хреста в золоті.

## Біографія
18 серпня 1908 року вступив в 4-й фортечний артилерійський полк. Учасник Першої світової війни. В 1919 році вступив в чехословацьку армію. В 1940 році був переданий в розпорядження вермахту і зарахований в штаб 262-го запасного артилерійського полку. З 1 квітня 1941 року — командир штабу 213-го артилерійського полку. 15 грудня 1941 року переведений в резерв фюрера, згодом йому було доручено керівництво 176-м артилерійським полком. 1 травня 1942 року знову переведений в резерв фюрера. З 25 травня 1942 року — командир 172-го артилерійського полку 72-ї піхотної дивізії. З 1 червня по 29 жовтня 1942 року — 5-го артилерійського полку, з 15 лютого 1943 року — 114-го, з 31 березня 1943 року і до кінця війни — 2-го (з листопада 1944 року — 490-го) артилерійського командування.

## Звання
- Кадет-заступник офіцера (18 серпня 1908)
- Лейтенант (1 травня 1911)
- Оберлейтенант (1 серпня 1914)
- Гауптман (1 серпня 1917)
- Оберстлейтенант до розпорядження (1940)
- Оберст (1 червня 1942)
- Генерал-майор (20 квітня 1945)

## Нагороди
- Ювілейний хрест
- Срібна і бронзова медаль «За військові заслуги» (Австро-Угорщина) з мечами
- Військовий Хрест Карла
- Пам'ятна військова медаль (Австрія) з мечами
- Почесний хрест ветерана війни з мечами
- Медаль «За вислугу років у Вермахті» 4-го, 3-го, 2-го і 1-го класу (25 років)
- Залізний хрест 2-го і 1-го класу
- Кримський щит[2]
- Хрест Воєнних заслуг 2-го класу з мечами[2]
- Німецький хрест в золоті (20 січня 1945)